# Synopsidia znojkai
Synopsidia znojkai är en fjärilsart som beskrevs av Alexander Michailovitsch Djakonov 1935. Synopsidia znojkai ingår i släktet Synopsidia och familjen mätare. Inga underarter finns listade i Catalogue of Life.